# Verband ostschweizerischer landwirtschaftlicher Genossenschaften
Der Verband ostschweizerischer landwirtschaftlicher Genossenschaften (kurz: Volg; historisch auch VOLG oder V.O.L.G.) war eine im Jahr 1886 in Winterthur gegründete Genossenschaft, die 1993 mit fünf weiteren landwirtschaftlichen Genossenschaftsverbänden zur gesamtschweizerischen Fenaco fusionierte.

## Geschichte
Die Genossenschaft wurde am 17. oder 18. Oktober 1886 gegründet. Der Eintrag im Handelsregister des Kantons Zürich erfolgte 1888. Erster Präsident war Conrad Schenkel, einer der Initianten des 1874 gegründeten landwirtschaftlichen Vereins Elsau. 1890 wurde mit dem Genossenschafter ein eigenes Publikationsorgan geschaffen. 1892 erfolgte der Umzug von Wiesendangen nach Winterthur. 1898 gründete Volg zusammen mit dem Verband Schweizerischer Konsumvereine den Schweizerischen Genossenschaftsbund (SGB). 1902 trat Volg wieder aus. 1899 wurden die Volg Weinkellereien als Zweig des Volg gegründet. Ab 1934 war Volg Mitglied beim Schweizerischen Ausschuss für zwischengenossenschaftliche Beziehungen. 1946 wurde der Handel mit Heizöl aufgenommen. 1947 wurde die untere Mühle in Riedt übernommen und noch bis in die 1980er-Jahre betrieben.
Volg beteiligte sich auf Anfang des Jahres 1992 mit rund 11 Prozent am Anteilscheinkapital der Coop-Mühle Zürich (CMZ), deren ausserordentliche Delegiertenversammlung vom 15. November 1991 den Namen in Stadtmühle CMZ Zürich geändert und zwei Volg-Vertreter in den Verwaltungsrat gewählt hat.
1993 fusionierte Volg, unter dem damaligen Präsidenten Albert Rüttimann, mit fünf weiteren landwirtschaftlichen Genossenschaftsverbänden zur gesamtschweizerischen Fenaco. Hans Ulrich Reusser, 1982 bis 1992 Direktor und Präsident der Verwaltungskommission von Volg, gilt als Initiant und Architekt des Zusammenschlusses. 1995 wurde Volg aus dem Handelsregister gelöscht.

## Präsidenten
- Conrad Schenkel, 1886–1902
- Hans Werder, 1902–1905
- Heinrich Abt, 1905–1919
- Rudolf Weidmann, 1919–1940
- Johann Hofmann, 1940–1950
- Ernst Angst, 1950–1972
- Jakob Vollenweider, 1972–1981
- Rudolf Bäbler, 1981–1985
- Albert Rüttimann, 1985–1993

## Umsatzentwicklung (Auszug)
Die folgende Tabelle zeigt die Entwicklung des Umsatzes in Millionen Schweizer Franken:
| Jahr | Umsatz in Mio. SFr | Quelle |
| ---- | ------------------ | ------ |
| 1935 | 37,9               | [ 12 ] |
| 1936 | 37,7               | [ 13 ] |
| 1937 | 42,7               | [ 14 ] |
| 1938 | 43,0               | [ 15 ] |
| 1939 | 52,5               | [ 16 ] |
| 1940 | 57,6               | [ 17 ] |
| (…)  |                    |        |
| 1979 | 792,8              | [ 18 ] |
| 1980 | 845,6              | [ 19 ] |
| 1981 | 900,1              | [ 20 ] |
| 1982 | 943,8              | [ 21 ] |
| 1983 | 898,4              | [ 22 ] |
| (…)  |                    |        |
| 1989 | 445,9              | [ 23 ] |
| 1990 | 447,3              | [ 24 ] |
| 1991 | 451,1              | [ 24 ] |
| 1992 | 432,2              | [ 25 ] |